# Francisco del Carmen Carvajal (khu tự quản)
Francisco del Carmen Carvajal là một khu tự quản thuộc bang Anzoátegui, Venezuela. Thủ phủ của khu tự quản Francisco del Carmen Carvajal đóng tại Valle de Guanape. Khự tự quản Francisco del Carmen Carvajal có diện tích 125 km2, dân số theo điều tra dân số ngày 21 tháng 10 năm 2001 là 11072 người.